# Visão de Pedro de uma toalha com animais

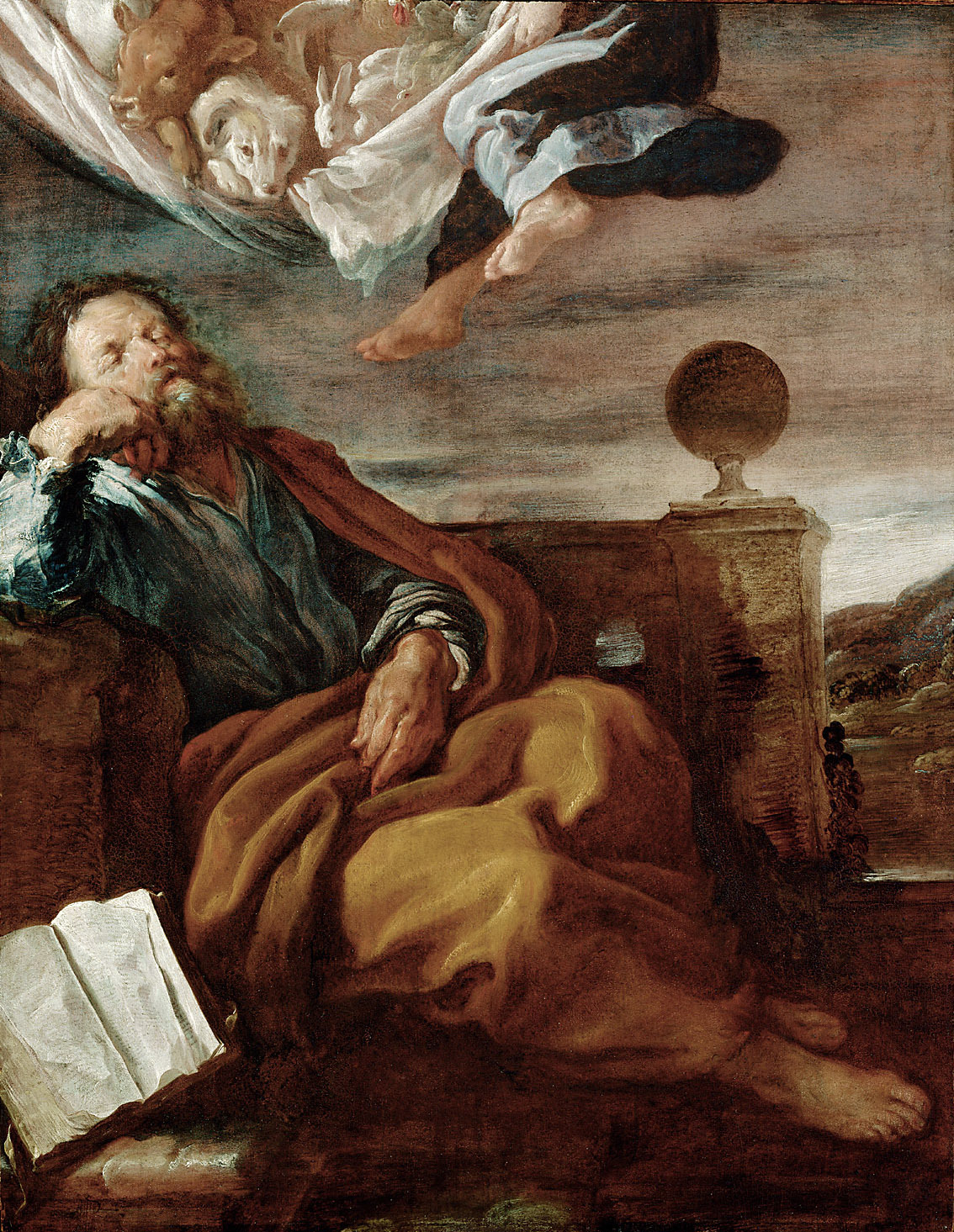
"Visão de Pedro".
1619. Por Domenico Fetti, atualmente no Museu de História da Arte em Viena, Áustria.

Visão de Pedro de uma toalha com animais é um episódio do Novo Testamento relatado em Atos 10:9–16 no qual Simão Pedro, com fome depois de orar, tem uma visão de uma toalha repleta de diferentes animais sendo baixada do céu. Uma voz divina comanda que ele os mate e coma, mas como havia entre eles animais impuros, ele se recusa. O comando foi repetido mais duas vezes e a voz lhe disse: «Ao que Deus purificou, não faças tu impuro.» (Atos 10:15) Depois disso, a toalha foi levada de volta para o céu. A tripla recusa ecoa o episódio da "Negação de Pedro" descrito nos evangelhos sinóticos.

## Análise
Segundo Simon J. Kistemaker, a lição que Deus ensinou a Pedro nesta visão é que "Deus removeu as barreiras que ele próprio erigira para separar seu povo das outras nações". Ele argumenta ainda que Pedro tinha que aceitar os crentes gentios como membros plenos da Igreja antiga, mas também que Deus havia tornado todos os animais puros para que "Pedro e seus companheiros judeo-cristãos pudessem descartar as leis dietárias que eram observadas desde os tempos de Moisés". Segundo Albert Mohler, presidente do "Southern Seminary":, "Como os Atos dos Apóstolos" deixam claro, os cristãos não estão obrigados a seguir este código sagrado. Este ponto é claro na visão de Pedro em Atos 10:15. Pedro é alertado de que 'O que Deus purificou, não chame de impuro'. Em outras palavras, não existe um código kosher para os cristãos. Cristãos não estão preocupados em comer comidas kosher evitando todas as demais. Esta parte da Lei não mais lhes é obrigatória e os cristãos podem comer camarões e carne de porco sem mácula às suas consciências".
Contudo vale salientar que não há texto na Bíblia que torna puro os animais ou alimentos que foram determinados pelo próprio Deus, em Levítico.
Luke Timothy Johnson e Daniel J. Harrington defendem que este episódio marca uma mudança radical no que Pedro deveria considerar como "membro da comunidade do povo de Deus", mas também que "a implicação é que todas as coisas criadas por Deus foram declaradas puras por Ele e não são afetadas pelas discriminações humanas".
Por outro lado, a Igreja de Deus Unida (um grupo que segue os ensinamentos de Herbert W. Armstrong) defende que esta é "uma seção geralmente mal compreendida da Bíblia" argumentando que a afirmação de Pedro em Atos 10:28 indica que a revelação divina era uma referência apenas a pessoas e não a alimentos. A IUD defende que Pedro teria percebido que a "incrível visão não poderia anular instruções de Deus". A Igreja Adventista do Sétimo Dia tem uma visão similar sobre este trecho.

## Representações artísticas
A visão de Pedro raramente aparece em obras de arte, mas foi ilustrada em desenhos à tinta por Rembrandt e, numa variante, por seu pupilo van Hoogstraten. Rembrandt estava provavelmente reagindo a uma pintura sobre o tema de Domenico Fetti que estava na época em Amsterdã (hoje está em Viena). O tema aparece ainda no "Altar de São Pedro" da Catedral de Sevilha, atribuído a Francisco de Zurbarán.